# Dāvis Ikaunieks
Dāvis Ikaunieks (ur. 7 stycznia 1994 w Kuldīdze) – łotewski piłkarz grający na pozycji ofensywnego pomocnika. Od 2025 roku jest zawodnikiem klubu DPMM. Jest starszym bratem Jānisa, także piłkarza i reprezentanta Łotwy.

## Kariera piłkarska
Swoją karierę piłkarską Ikaunieks rozpoczął w 2005 roku w klubie FK Liepājas Metalurgs. W 2012 roku awansował do kadry pierwszej drużyny i 3 października 2012 zadebiutował w niej w pierwszej lidze łotewskiej w wygranym 3:0 wyjazdowym meczu z FK Ventspils. W zespole Metalurgsa grał przez dwa sezony.
W 2014 roku Ikaunieks przeszedł do FK Liepāja, w którym zadebiutował 12 kwietnia 2014 w przegranym 2:3 wyjazdywom meczu z FK Ventspils. W sezonie 2015 wywalczył ze swoim klubem tytuł mistrza Łotwy.
Latem 2016 Ikaunieks został wypożyczony do czeskiego klubu Vysočina Igława. Swój debiut w pierwszej lidze czeskiej zanotował 30 lipca 2016 w przegranym 1:2 domowym meczu z Viktorią Pilzno. W debiucie zdobył gola. W sezonie 2017/2018 spadł z Vysočiną do drugiej ligi.
Latem 2018 Ikaunieks został zawodnikiem FK Jablonec, który zapłacił za niego kwotę 900 tysięcy euro. W Jabloncu zadebiuował 23 lipca 2018 w przegranym 0:1 wyjazdowym meczu z Baníkiem Ostrawa.
| Sezon   | Klub                  | Kraj   | Rozgrywki | Mecze | Gole |
| ------- | --------------------- | ------ | --------- | ----- | ---- |
| 2012/13 | FK Liepājas Metalurgs | Łotwa  | Virslīga  | 3     | 0    |
| 2013    | FK Liepājas Metalurgs | Łotwa  | Virslīga  | 14    | 1    |
| 2014    | FK Liepāja            | Łotwa  | Virslīga  | 32    | 6    |
| 2015    | FK Liepāja            | Łotwa  | Virslīga  | 25    | 15   |
| 2016    | FK Liepāja            | Łotwa  | Virslīga  | 12    | 5    |
| 2016/17 | Vysočina Igława       | Czechy | 1. liga   | 30    | 9    |
| 2017/18 | Vysočina Igława       | Czechy | 1. liga   | 27    | 10   |

## Kariera reprezentacyjna
Ikaunieks grał w młodzieżowych reprezentacjach Łotwy na różnych szczeblach wiekowych. 1 czerwca 2016 roku zadebiutował w reprezentacji Łotwy w wygranym 2:1 towarzyskim meczu w ramach Baltic Cup 2016 z Litwą, rozegranym w Lipawie, gdy w 65. minucie zmienił brata Jānisa Ikaunieksa.